# Grass Range
Grass Range és una població dels Estats Units a l'estat de Montana. Segons el cens del 2000 tenia 149 habitants.

## Demografia
Segons el cens del 2000, Grass Range tenia 149 habitants, 67 habitatges, i 42 famílies. La densitat de població era de 383,5 habitants per km².
Dels 67 habitatges en un 25,4% hi vivien nens de menys de 18 anys, en un 50,7% hi vivien parelles casades, en un 6% dones solteres, i en un 37,3% no eren unitats familiars. En el 32,8% dels habitatges hi vivien persones soles el 14,9% de les quals corresponia a persones de 65 anys o més que vivien soles. El nombre mitjà de persones vivint en cada habitatge era de 2,22 i el nombre mitjà de persones que vivien en cada família era de 2,81.
Per edats la població es repartia de la següent manera: un 21,5% tenia menys de 18 anys, un 6% entre 18 i 24, un 22,1% entre 25 i 44, un 36,2% de 45 a 60 i un 14,1% 65 anys o més.
L'edat mediana era de 45 anys. Per cada 100 dones de 18 o més anys hi havia 108,9 homes.
La renda mediana per habitatge era de 19.375 $ i la renda mediana per família de 30.625 $. Els homes tenien una renda mediana de 18.125 $ mentre que les dones 0 $. La renda per capita de la població era de 10.939 $. Aproximadament el 37,5% de les famílies i el 44,4% de la població estaven per davall del llindar de pobresa.

## Poblacions més properes
El següent diagrama mostra les poblacions més properes.